# Херметизъм
Херметизмът е философско течение с езотеричен характер.
Основано е на текстовете в книгата „Корпус Херметикум“, като авторството на книгата е приписвано на легендарния Хермес Трисмегист, който е представян като древноегипетски мъдрец и жрец. За него се смята, че е синкретизъм на древноегипетския бог Тот и древногръцкия бог Хермес. Тези вярвания повлияват и на западноевропейските езотерични традиции.
Съгласно традициите на херметизма – това е учение за висшите природни закони, подчиняващи се на принципите на причинността и аналогията. Според херметиците, по силата на принципа на аналогията, причинните връзки могат да се допълват посредством магическо въздействие върху действителността чрез собствените желания на адепта на тайното учение.

## История
За поклонници на херметизма се споменава още през 830 година, когато халиф Ал Мамун преминал през град Харан и там се срещнал с хора наречени „сабиани“. Те заявяват пред мюсюлманските власти че техен пророк е Хермес Трисмегистус и книгата, от която се ръководят, е Херметика. В западна Европа основната част на Корпус Херметикум е преведена от гръцки през 1460 година от Марсилио Фичино за библиотеката на Медичите, макар че отделни откъси са споменавани още през IV век от алхимикът Зосимус.

## Философия
Херметизмът използва различни имена за върховната реалност, като Бог, Господ, Отец, Ум (Nous), Създателят, Всичко, Единият и т.н. Характерно за херметичния възглед за божествеността е, че Бог е едновременно всичко и създател на всичко. Херметиците също вярват  в prisca theologia, доктрината, че съществува една единствена чиста теология (prisca theologia), че тя е дадена от Бог на човека в древността, и че стои в основата на всички религии. 
В книга 9 на "Корпус Херметикум", Хермес обяснява че разумът (разумът и знанието) поражда или добро, или зло, в зависимост от това дали човек получава възприятията си от Бог или от демони. Бог ражда добро, а демоните - зло. Сред злините, породени от демоните, са: „прелюбодеяние, убийство, насилие над баща си, кощунство, безбожие, удушаване, самоубийство от скала и всякакви други демонични действия”. Това ни дава доказателство, че херметизмът включва разбиране за етика и морал. Думата "добър" обаче се използва много строго. Те се използва само за препратки към Бог. Само Бог (в смисъла на разума, а не в смисъла на Всичко) е напълно свободен от злото. Хората са възпрепятствани да бъдат добри, защото човекът, имайки тяло, е погълнат от своята физическа природа и не знае за Висшето благо.